# Bar Hill (kulle i Storbritannien, Skottland, East Dunbartonshire)
Bar Hill är en kulle i Storbritannien.   Den ligger i kommunen East Dunbartonshire och riksdelen Skottland, i den centrala delen av landet, 600 km nordväst om huvudstaden London. Toppen på Bar Hill är 151 meter över havet.
Terrängen runt Bar Hill är platt åt sydost, men åt nordväst är den kuperad. Terrängen runt Bar Hill sluttar söderut. Runt Bar Hill är det tätbefolkat, med 570 invånare per kvadratkilometer. Närmaste större samhälle är Glasgow, 15,8 km sydväst om Bar Hill. Trakten runt Bar Hill består i huvudsak av gräsmarker.